# Megalodontesidae
Die Megalodontesidae sind eine kleine Familie der Pflanzenwespen, die nahe mit den Gespinstblattwespen verwandt ist. Von den etwa 50 Arten sind sechs in Mitteleuropa verbreitet.

## Merkmale
Es handelt sich um mittelgroße Pflanzenwespen (Körperlänge etwa 10 bis 14 mm), die (dorsoventral) etwas abgeplattet sind. Wichtigster Unterschied zu den Gespinstblattwespen ist der Bau der Fühler, deren Geißelglieder in beiden Geschlechtern außen etwas zahnförmig erweitert („gesägt“) sind. Am Kopf fallen die gut ausgebildeten Mundgliedmaßen auf, die die Länge der Kopfkapsel erreichen können. Die Maxillen und das Labium sind zu einer ausstreckbaren, kissenartigen Struktur verschmolzen, die zur Aufnahme von Pollen und Nektar beim Blütenbesuch dient. Am Rumpf ist das Pronotum groß und hinten gerade begrenzt. Das erste Tergit des Hinterleibs ist in der Mitte verkürzt, so dass eine ovale, unsklerotisierte Zone frei bleibt, wenn der Hinterleib abgewinkelt wird. Das zweite Tergit ist ungeteilt (Unterschied zu den Gespinstblattwespen). Der Legebohrer (Ovipositor) des Weibchens bildet eine sägeblattartige Struktur, die in Ruhe kaum die Spitze des Hinterleibs überragt. Die Tiere sind fast immer schwarz und gelb gezeichnet mit klaren, abschnittsweise braun getönten Flügeln und sehen auf den ersten Blick Faltenwespen verblüffend ähnlich.

## Larven
Auch die Larven ähneln denjenigen der Gespinstblattwespen. Wie diese besitzen sie drei Paar gut ausgebildete Thorakalbeine, aber keine Scheinfüßchen am Abdomen. An der Spitze des Hinterleibs sitzen oft zwei kurze Anhänge. An der sklerotisierten Kopfkapsel fallen die langen, sieben- bis achtsegmentigen Antennen auf. Die Larven leben gesellig in gemeinsam gesponnenen Gespinstnestern auf ihren Wirtspflanzen. Anders als bei den Gespinstblattwespen, sind dies nicht Holzgewächse, sondern krautige Arten.

## Lebensweise
Die Imagines aller Arten sind Blütenbesucher. Neben den auch von den Larven genutzten Doldenblütlern scheinen einige Arten eine auffallende Vorliebe für gelb gefärbte Blüten zu zeigen. Die Flugzeit der Imagines liegt im Sommer (Juni bis August). Die Larven leben in Gespinsten auf ihren Nahrungspflanzen, dies sind bei den europäischen Arten ausschließlich Doldenblütler der Gattungen Haarstrang (Peucedanum), Laserkräuter (Laserpitium), Heilwurz (Seseli oder Libanotis). Wie ihre Wirtsarten leben sie in steppenartigen Lebensräumen, besonders Mager- und Trockenrasen auf basenreichen Böden oder wärmebegünstigte Säume und Waldränder. Bei den meisten zentralasiatischen Arten ist die Nährpflanze allerdings unbekannt.

## Verbreitung
Die Arten der Familie kommen in Mittel- und Südeuropa, nördlich bis England, im gesamten Mittelmeerraum und von hier aus nach Osten bis nach Zentralasien vor. In Mitteleuropa sind sie selten und fehlen im größten Teil Norddeutschlands. Die Art Megalodontes cephalotes (syn. Megalodontes klugi) kommt in Süddeutschland zerstreut, nach Norden bis ins östliche Harzvorland (Kyffhäuser) und nach Nordhessen vor. Alle anderen Arten sind nur vereinzelt und randlich nachgewiesen.

## Taxonomie und Systematik
Die Familie wurde bis 1996 Megalodontidae genannt. Aufgrund von unzulässiger Homonymie mit einer ausgestorbenen Familie der Muscheln (vgl. Megalodon abbreviatus), wurde der Name in Megalodontesidae verändert. Die Familie bildet gemeinsam mit den Gespinstblattwespen (Pamphilidae) die Überfamilie Pamphiloidea, von anderen Autoren auch Megalodontoidea genannt. An diesem Schwestergruppenverhältnis besteht kein Zweifel.
Zu dieser Familie werden vier Gattungen gestellt, von denen nur die Typusgattung Megalodontes weiter verbreitet ist. Alle in Europa vorkommenden Arten gehören ihr an.
In Deutschland sind folgende Arten gefunden worden:
- Megalodontes cephalotes (Fabricius, 1871)
- Megalodontes fabricii (Leach, 1817)
- Megalodontes plagiocephalus (Fabricius, 1804)
- Megalodontes panzeri (Leach, 1817)
- Megalodontes thor Taeger, 2002

Die deutschen Arten sind bestimmbar mit der „Exkursionsfauna von Deutschland“ (Band 2).
In Österreich kommt eine weitere Art vor:
- Megalodontes flavicornis (Klug, 1824)